# Dita Krausová
Dita Krausová (Praga, 1929), de soltera Edith Polachová,  es una sobreviviente de campos de concentración nazis.

## Biografía
Nació en Praga y vivió allí hasta los nueve años, cuando la invasión nazi de la ciudad la obligó a mudarse. A los doce años fue trasladada a Terezín, al campo de concentración de Theresienstadt y fue luego deportada en 1943 a Auschwitz. Allí conoció a Fredy Hirsch, un judío que organizó una escuela para niños en el campo familiar BIIb de Auschwitz II-Birkenau, y que incluía una biblioteca clandestina formada por solamente ocho libros. Dita fue la encargada de cuidar y esconder esos ocho libros para que los nazis no los descubrieran. En 1944, 3000 prisioneros del campo familiar fueron asesinados en las cámaras de gas, entre ellos muchos niños de la escuela y Fredy Hirsch (que murió horas antes debido a una sobredosis de calmantes).
En 1944 fue llevada al campo de concentración Bergen-Belsen, y luego liberada por las fuerzas aliadas en 1945.
En Auschwitz conoció al escritor Otto Kraus, con quien se casó en Praga en 1947. En 1949 la pareja y su hijo Peter-Martin emigraron a Israel. En 1951 nació su hija Michaela y en 1957 Ronny. Otto falleció el 5 de octubre de 2000. Dita Krausová vive en Israel.

## Krausová como personaje literario
El escritor Antonio G. Iturbe recreó su figura en la novela La bibliotecaria de Auschwitz, en la que recibe el nombre de Dita Adlerova.